# Domingo Santa Cruz (Musiker)
Domingo Santa Cruz (* 20. Dezember 1884 in Buenos Aires; † 5. August 1931) war ein argentinischer Bandoneonist, Bandleader und Tangokomponist.

## Leben
Santa Cruz hatte im Alter von 15 Jahren einen schweren Unfall: Eine Eisenstange fiel auf ihn, brach ihm das linke Bein und verletzte ihn am Kopf und im Gesicht. Er hinkte seitdem und wurde daher El Rengo genannt. Musikalisch war er ein Autodidakt. 1904 komponierte er seinen ersten Tango Unión Cívica, der von Alfredo Bevilacqua in Noten niedergeschrieben wurde. In den Folgejahren spielte er in den Cafés der Stadtteile Barracas und La Boca von Buenos Aires. 1910 trat er in einem Quartett mit seinem Bruder Juan Santa Cruz am Klavier, dem Flötisten Carlos Hernani Macchi und dem Geiger Julio Orioli im Café La Morocha auf, 1913 mit Alcides Palavecino statt Orioli als Geiger im Café Atenas.
Mit seinem Bruder Juan gründete er die Academia de bailes populares Santa Cruz, aus der viele Tangomusiker und -tänzer hervorgingen. 1916 trat er mit dem Bandoneonisten Manuel Firpo, seinem Bruder Juan und dem Gitarristen Luciano Ríos mehrere Monate im Café Tupí Nambá in Montevideo auf. Eine enge Freundschaft verband die Brüder Santa Cruz mit dem Bandoneonisten Augusto Berto und Domingos Schüler Juan Maglio.
Als Komponist trat Santa Cruz mit den Tangos Unión Cívica, Hernani, El viejo, Una deuda, Hogar deshecho, Pirovano, A mi zaino und La siesta del bohemio (seinem letzten Werk nach einem Text von Daniel López Barreto), den Polkas Amelia, Recuerdos und Evocación al pasado, dem „Estilo criolo“ La indiada und dem Marsch Los cazadores hervor. Aufnahmen mit ihm und seinen Formationen sind nicht auffindbar. Bereits 1912 hat Juan Maglio Kompositionen von ihm aufgenommen.
Gesundheitlich angegriffen und zudem ein starker Raucher musste Santa Cruz 1931 seine musikalische Laufbahn unterbrechen, als er wegen eines Darmtumors operiert wurde. Anschließend kam er ins Hospital Tornú. In dieser Zeit traten viele seiner Musikerkollegen eine Woche lang zu seinen Gunsten ohne Bezahlung im Rundfunk auf, unter ihnen Ignacio Corsini, Ada und Adhelma Falcón, Anita Palmero, Virginia Vera und die Orchester von Francisco Canaro, Julio De Caro, Francisco Lomuto, Ricardo Brignolo, Ernesto De la Cruz, Edgardo Donato, Rosario Granados und Juan Maglio. Am 5. August 1931 starb er in dem Hospital an einer Lungenentzündung.